# Rampazzo
Rampazzo è una frazione di Camisano Vicentino assieme a Santa Maria.

## Geografia fisica

### Territorio
Il paese confina a nord con Gazzo (PD), a ovest con Grumolo delle Abbadesse, a sud est con Camisano Vicentino, di cui è una frazione.
È situato in una zona totalmente pianeggiante, in un tratto della pianura veneta compreso tra i fiumi Tesina e Brenta. In tempi antichi e fino a tutto il Medioevo la zona era paludosa e ricoperta di boschi una parte dei quali, in alcune località più basse, nonostante i lavori di bonifica e di disboscamento, resistette fino al XVIII secolo.
I toponimi che contraddistinguono le vie "Boschi" o "Ronchi" indicano che fra Rampazzo e Grantortino ci fu uno degli ultimi boschi residuali della zona, che venne roncato par far legna da foco par li locali villici e legname de qualità per l'Arsenal de Venetia. Faceva parte della Silva Mugla, che dai sobborghi orientali di Vicenza arrivava sino a qui, comprendendo il territorio dei comuni di Torri di Quartesolo e di Grumolo delle Abbadesse.
Per Rampazzo passano oggi tre rogge costruite nel Medioevo o in età moderna: la roggia Capra (così denominata perché passava nella tenuta dei conti Capra), l'Armedola e la Poinetta, che ne regimentano le acque di scolo e servono anche per irrigare i campi.

### Clima
Rampazzo ha un clima continentale umido e freddo d'inverno, caldo afoso d'estate.
Mediamente la giornata dura 12 ore 16 minuti. Durata minima in Dicembre 8 ore 49 minuti, durata massima in Giugno 15 ore 40 minuti.
- Classificazione climatica: zona F, 2277 GG[2]

| Mese               | Mesi | Mesi | Mesi | Mesi | Mesi | Mesi | Mesi | Mesi | Mesi | Mesi | Mesi | Mesi | Stagioni | Stagioni | Stagioni | Stagioni | Anno |
| Mese               | Gen  | Feb  | Mar  | Apr  | Mag  | Giu  | Lug  | Ago  | Set  | Ott  | Nov  | Dic  | Inv      | Pri      | Est      | Aut      | Anno |
| ------------------ | ---- | ---- | ---- | ---- | ---- | ---- | ---- | ---- | ---- | ---- | ---- | ---- | -------- | -------- | -------- | -------- | ---- |
| T. max. media (°C) | 8    | 9    | 19   | 18   | 23   | 26   | 29   | 28   | 25   | 19   | 12   | 7    | 8        | 20       | 27,7     | 18,7     | 18,6 |
| T. min. media (°C) | −2   | 0    | 3    | 7    | 11   | 15   | 17   | 17   | 14   | 8    | 3    | −1   | −1       | 7        | 16,3     | 8,3      | 7,7  |

## Origini del nome
L'origine del nome Rampazzo probabilmente deriva da un'antica parola dialettale tedesca: da Rain Pass che significa passaggio sull'argine, oppure da Ramp, cioè strada leggermente inclinata verso l'alto.
Queste ipotesi tengono conto del fatto che qui arrivarono anche genti di origine germanica, a cominciare dai longobardi. In ogni caso i primi documenti - scritti in latino - che riportano questo nome parlano di Rampacium.

## Storia

### Epoca antica e Medioevo
Nonostante la vicinanza con le vie consolari Postumia a nord ed Emilia a sud, in epoca romana il territorio di Rampazzo - paludoso e ricoperto da boschi - quasi sicuramente non era abitato; in ogni caso non sono stati trovati reperti archeologici del tempo.
È probabile che - come gran parte del territorio vicentino - anche quello di Rampazzo sia stato bonificato e colonizzato dai monaci benedettini prima del 1000; lo testimonierebbe l'esistenza di una piccola chiesa campestre intitolata a san Fermo, santo tipico della tradizione benedettina.
Uno dei primi documenti storici che parlano del paese è il "Codice Eceliniano del 1213" in cui vengono nominati i castellani di Rampazzo. Altri documenti del XIII secolo in cui compare il nome di Rampacium sono il Regestum Possessionum Communis Vincentiae del 1262 come pure le Rationes Decimarum del 1297-1303.
Dopo il 1000 buona parte del territorio fu acquisito in seguito a donazioni del vescovo di Vicenza, e di altre cessioni private- dalle monache benedettine dell'abbazia di San Pietro di Vicenza. Esse continuarono nell'opera di bonifica, con la costruzione di una rete di rogge per far defluire l'acqua stagnante. La sistemazione per irrigazione e regimentazione delle acque fu certamente fatta da inzegneri et agrimensori de mestier, con molte maestranze locali, sotto il diretto controllo dei gastaldi dell'abbazia.

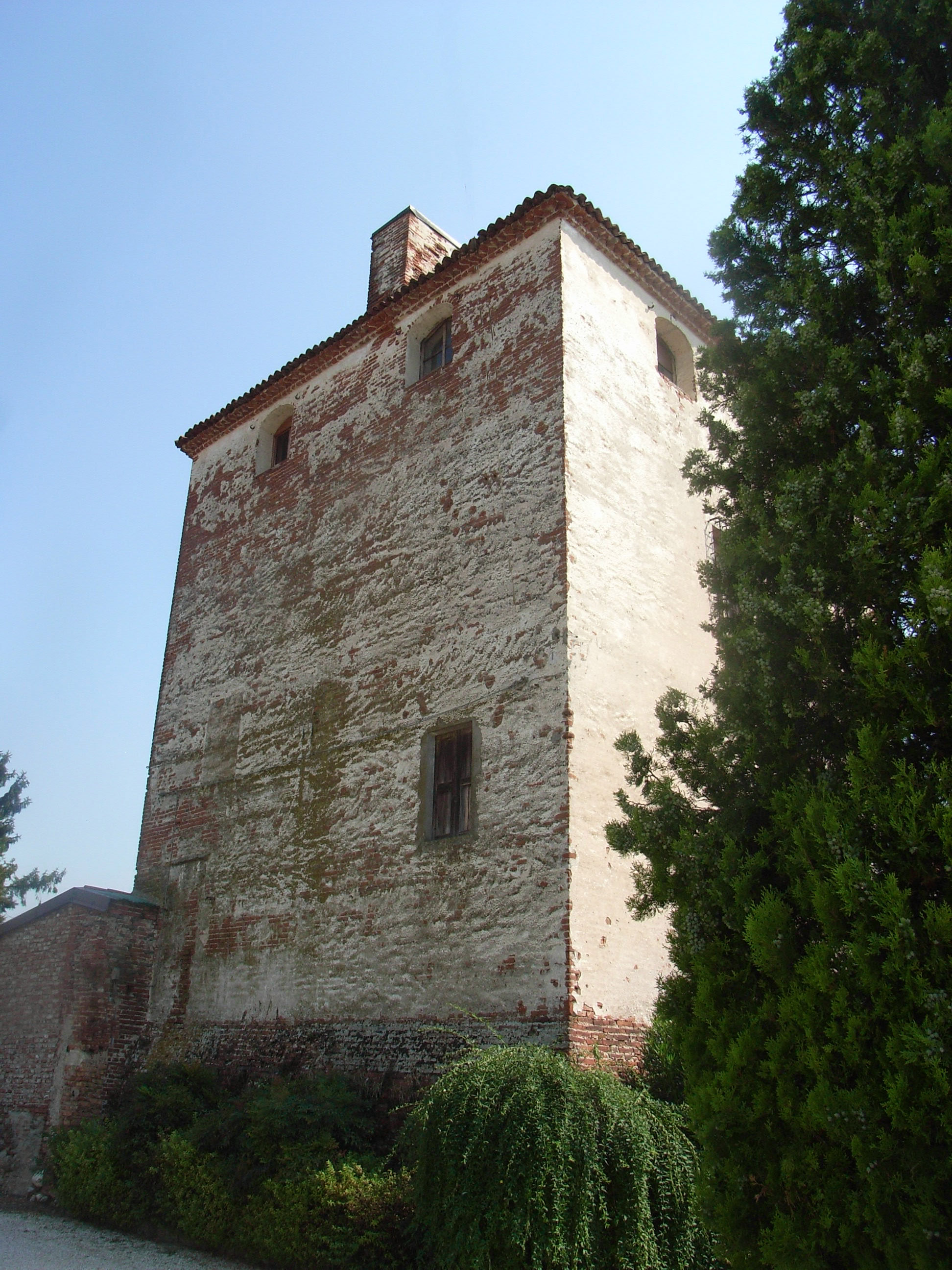
Torrione duecentesco di Rampazzo

Di un antico castello a Rampazzo si ha documentato ricordo fin dai secoli XIII e XIV; nel 1319 un atto pubblico elenca una pecia terre... posita apud viam per quam itur versus castrum de Rampato. Anche nel 1433 un atto pubblico fu rogato in domo doctoris d. Simonis q. milicie ducis d. Jo. de Thienis et nob. Ugutionis q. legum doctoris d. Adoardi... in loco qui dicitur castrum de Rampazio.
Nella sua "Descrizione del Territorio e del Contado di Vicenza", Filippo Pigafetta informa che il Vicariato del quartiere di Pieditesina è "Camisano con 38 ville, portante il pregio de' migliori vini di Pianura. Ne furon posseditori già in buona parte li Conti Tieni col castello di Rampazzo". Anche il Maccà afferma che il castello in parola era situato "ove presentemente trovasi il casamento di casa Thiene Francese".
I documenti quindi localizzano il castello nella casa dominicale dei Thiene, che fu costruita in epoca scaligera e che così viene descritta nell'atto di divisione dei beni della nobile famiglia: una domus magna de muro cum curtivo murato et merlato cum una turri et duabus columbariis ... .

### Età moderna e contemporanea
Sotto il dominio delle Serenissima la maggior parte del territorio di campagna fu acquisito da famiglie aristocratiche vicentine; a Rampazzo la principale fu la famiglia Thiene, che in questa località aveva una vasta proprietà, caratterizzata dall'abbondanza d'acqua e dalla rete delle rogge. Il flusso d'acqua, prodotto dalla relativa pendenza delle rogge, era fonte di forza motrice, che fu sfruttata fin dal medioevo da una serie di mulini lungo tutti i percorsi, e quindi anche a Rampazzo.
Il nome di via Cà Pillane e via Pillane vecchia, indica la presenza di mulini utilizzati per la pilatura del riso, che dalla fine del 1500 fu importato dalla Cina e si diffuse in tutte le zone basse ed ex paludose del territorio. Oggi nel circondario questa coltura agricola è diventata minoritaria, ma fino a 100 anni fa era quella dominante. Il riso era diventato anche una misura di scambio o di riferimento nei pagamenti nel 1600-1700, con lo staro di riso. Dove non era coltivato il riso vi erano prati irrigui per il pascolo dei bovini; ancor oggi la produzione di latte è fiorente nel paese, assieme alla coltivazione di erba da foraggio.

## Monumenti e luoghi d'interesse

### Architetture religiose

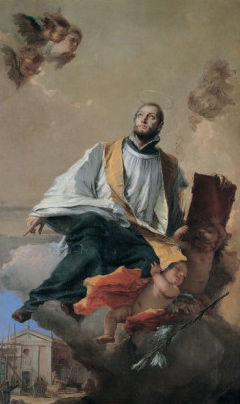
L'apoteosi di san Gaetano Thiene del Tiepolo

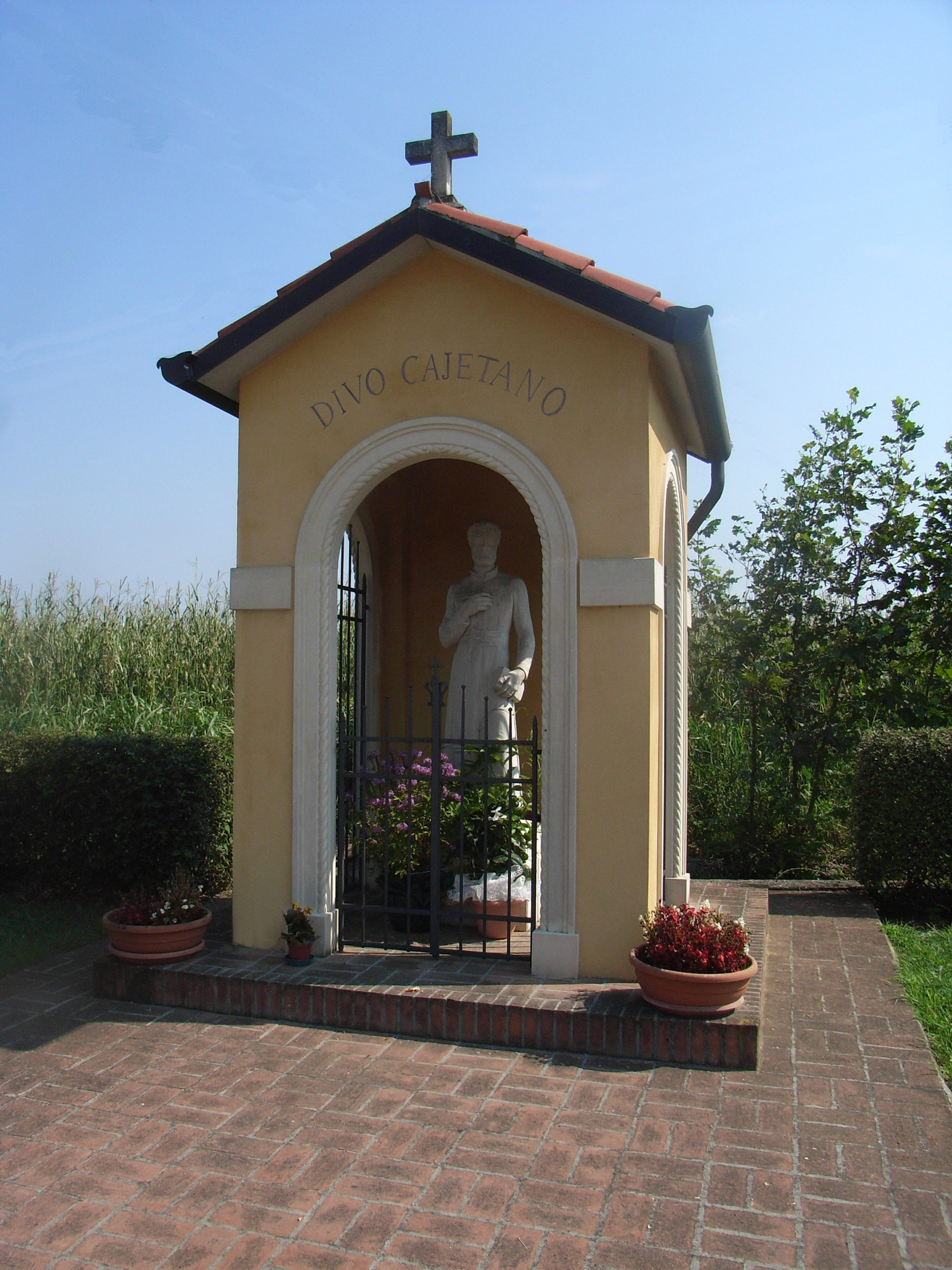
Capitello dedicato a San Gaetano

- La Chiesa parrocchiale di Santa Maria Maddalena

Nel 1504 Gaetano Thiene, da poco trasferitosi nella tenuta di famiglia presso Rampazzo, volle erigere una cappella, sia per celebrare che per istruire la popolazione locale; la chiesa di san Fermo, allora esistente, era troppo lontana e non regolarmente officiata. L'anno seguente la chiesetta fu completata e dedicata a Santa Maria Maddalena. La chiesa occupava l'area dell'attuale presbiterio, era molto più bassa, il pavimento era di terra battuta, aveva delle finestre con vetri, l'oculo sopra la porta d'ingresso, non si conservava il Santissimo Sacramento.
Nel 1704 i conti Michele e Giacomo Thiene disposero un primo ampliamento, che comprendeva la costruzione del coro con l'altar maggiore e gli altari dedicati a San Gaetano e alla Vergine con il prolungamento della navata centrale, la cupola e il campanile “vecchio”. Nel 1905 fu costruita la seconda navata laterale, a sinistra del presbiterio, per corrispondere all'aumento della popolazione e nel 1910 fu realizzato l'organo sopra l'ingresso principale. Nel 1925 fu costruito l'attuale campanile dopo la demolizione del precedente; nel 1932 furono ampliate le navate laterali, innalzato il tetto del presbiterio, costruite le cappelline di San Gaetano e di San Fermo; nel 1988, infine vi fu un intervento di restauro generale.
All'interno si trova, sulla destra, la pala di Giambattista Tiepolo raffigurante L'apoteosi di san Gaetano Thiene, l'opera pittorica più preziosa della chiesa, sicuramente fu commissionata come ex voto nel 1757. Osservando la tela, in basso a sinistra è raffigurata la chiesa settecentesca e la rappresentazione di un miracolo accaduto durante i lavori di ampliamento, quando un operaio, cadendo accidentalmente dall'impalcatura, riuscì a salvarsi la vita invocando la grazia di San Gaetano. Un altro particolare è lo sguardo del santo rivolto verso l'alto e l'indice della sua mano che, puntando verso il basso, indica ai fedeli la sua intercessione.
La pala dell'altare maggiore - di Alessandro Maganza - raffigura Gesù risorto che appare a santa Maria Maddalena. Una tela nella cappellina del fonte battesimale - anch'essa della scuola dei Maganza - raffigura la Maddalena penitente.
Nella cappellina di san Gaetano sono conservati alcuni oggetti preziosi che la tradizione vuole siano stati usati dal santo, come l'inginocchiatoio, la lampada ad olio e la trave detta “del miracolo”.

### Altro
- Il Molino medievale sulla roggia Armeola o Armedola, a fianco della chiesa parrocchiale, inizialmente di proprietà del nobile veneziano Zaccaria Grimani e successivamente dei Montagnone di Padova, dei Thiene di Vicenza, dei Capra Colleoni di Vicenza; infine, verso la fine del XIX secolo, passato in proprietà della famiglia Giaretta, poi Casarotto
- La Torre del XIII secolo, inizialmente possesso degli Ezzelini, poi della famiglia Montagnone di Padova e dal Quattrocento della famiglia Thiene, feudataria delle campagne di Rampazzo[12].

## Cultura

### Istruzione
A Rampazzo vi sono un asilo nido e una scuola dell'infanzia in un unico palazzo, di fianco a sinistra una scuola primaria pubblica.

### Eventi
- Il 7 agosto di ogni anno si tiene a Rampazzo la Sagra di San Gaetano, con la processione per la via principale e il concerto delle campane a mano del campanile, da parte del gruppo campanari.
- A Natale viene preparato da un gruppo di giovani, un presepe storico. Molto frequentato dagli amanti dei presepi e dai bambini, perché mostra con dovizia di particolari, scene di vita di fine 1800, con tutte le stanze delle case accuratamente ricostruite, le scene rurali dei lavori artigianali, campestri e delle lavorazioni agricole tipiche di un tempo.

## Economia
L'economia si basa sostanzialmente sull'agricoltura, ma sono presenti alcune aziende metalmeccaniche per la produzione di macchine agricole.